# عبد الكريم بن أحمد السيف
عبد الكريم بن أحمد السيف، مخرج تلفزيوني سعودي كان يعمل في وزارة الاعلام بالتحديد بالتلفزيون السعودي القناة الأولى  التابع لهيئة الإذاعة والتلفزيون حالياً بدأ عملـه هناك كمصور ثم أصبح مخرجا. بعد ذلل عمل في العديد من القطاعات الاعلامية في السعودية وغيرها. التلفزيون السعودي هو القاعدة التي انطلق منها إلى مركز تلفزيون الشرق الأوسط (إم بي سي)، وشبكة راديو وتلفزيون العرب (شبكة راديو وتلفزيون العرب). وأيضاً راديو وتلفزيون الخليج، وهو مركز اعلامي متخصص ينسق بين قنوات الخليج التلفزيونية كافة تابع للأمانة العامة لدول مجلس التعاون الخليجي.،  عمل بالقناة الأولى التابعة للتلفزيون السعودي منذ 1386 هـ وحتى 1429 هـ اتجه بعدها للعمل الاعلامي الخاص. وبعض التعاونات مع التلفزيون السعودي.

## دراسته وحياته الوظيفية
- انهى دراسته العامة في حائل ثم انتقل للدراسة في كلية المعلمين بالرياض
- عمل معلما لمدة سنتين في مدينة حائل السعودية ثم انتقل للرياض مرة أخرى
- عمل في الرياض في وزارة الزراعة لمدة سنة واحده قبيل افتتاح التلفزيون السعودي عام 1385 هـ
- انتقل للتلفزيون السعودي عام 1386 هـ عمل مصورا ثم مخرجا في القناة الأولى وحتى الآن.
- درس في مركز اللغات البصرية- السمعية في جامعة دي كليرمون- فيران (Université de Clermont-Ferrand) بمدينة فيجي بفرنسا عام 1987 وحاصل على شهادة في فنون الإخراج التلفزيوني والسنيمائي،
- حاصل على العديد من الدورات: في تونس وسوريا وبريطانيا ومصر في مراكزهم الإخراجية من 1980 إلى 2001.
- شارك في تأسيس عدد من القنوات الفضائية المحلية وادار عدد منها.

## برامج من إخراجه وخاصةبالتلفزيون السعودي
أخرج العديد من البرامج لصالح  منها:
- 1. برنامج دين ودنيا الذي استمر لمدة 10 اعوام
- 2.برنامج مشوار واستمر لمدة 5 اعوام واستضاف من خلاله العديد من الممثلين والرياضين وغيرهم مثل عبد الله السدحان وناصر القصبي ودريد لحام وعبد الحسين عبد الرضا وسعاد عبد الله وغيرهم كثير
- 3. برنامج لقاء المساء وو هو برنامج يستضيف اناس معنين ومتخصصين ومسؤولين لمناقشة القضايا الهامة للمجتمع السعودي.
- 4. برنامج لوحات شعبية مع المقدم ناصر السكران واستمر لمدة كبيرة
- 5. برنامج الساحة الشعبية مع العديد من المقدمين واستضاف الكير من الشخصيات الهامة التي تهتم بالشعر والتراث بشكل عام أمثال الأمير الشاعر خالد بن سعود الكبير والشاعر راشد بن جعيثن ومدير جمعية الثقافة والفنون السعودية الأستاذ محمد الميمان ورئيس فرقة الدرعية عبد الله بن مبارك والشاعر عبيد الآزمع والشاعر ضيدان المريخي.
- 6. برنامج باقة ورد لمدة عشر سنوات ومع العديد من الممثلين مثل ناصر القصبي وعبد الله السدحانوالممثل بكر الشدي والمذيع جاسم عثمان وغيرهم كثير من المشاهير قدموه وكان يعنى بمقابلة المرضى بالمستشفيات ودور العجزة وتقديم العون المادي والمعنوي.
- 7. برنامج أفراح وتهاني لمدة ثمان سنوات وكان يختص بجميع افراح المجتمع السعودي وتصويرها وعرضها للمشاهد سواء حفلات زواج أو تخرج أو غيرها وكان يقدمه المذيع بالقناة الأولى عوض القحطاني.
- 8. برنامج الرياضة والشباب
- 9. برنامج جولة في مدينة
- 10. برنامج الميزان
- 11. برنامج احلى الليالي
- 12. برنامج مع الناس
- 13.برنامج مجلة تلفزيون
- 14. برنامج من بلادي
- 15.برنامج مناسبات لمدة 11 سنه في مناسبات حفل عيد الفطر المبارك في قصر الحكم بالرياض تقديم سعد عباس العتيبي.
- 16.برنامج فالكم طيب بدأ عرضه في 2010 حتى الآن على شاشة القناة الأولى في التلفزيون السعودي ويقوم البرنامج بزيارة المستشفيات ومراكز الإعاقة ومقابلة المرضى بصورة لطيفة وتقديم الهديا لهم.

وغيرها الكثير من البرامج والمباريات والمناسبات،

## برامج أخرى من إخراجه وكانت على شبكات تلفزيونية أخرى
1*. برنامج بانوراما عربية برنامج منوع على ART
2*. برنامج الكاميرا كانت هناك برنامج منوع على ART
3*. برنامح مجلة تلفزيون الخليج برنامج مختص بتلفزيون الخليج وعرض على جميع قنوات دول مجلس التعاون الخليجي
4*. برنامج مشوار برنامج منوع في نسخته الثانية على MBC
5*. برنامج  مركز اذاعة وتلفزيون الشرق الأوسط وثائقي عن MBC وعرض عليها

## عمله في المناسبات الخاصة
- 1.المناسبات والاحتفالات: مثل احتفالات عيد الفطر بمنطقة الرياض وبالأخص بقصر الحكم واخرجها كاملة للتلفزيون السعودي إلى عام 1426 هجري.
- 2. اخرج رسالة مهرجان الجنادرية إلى عام 1426 هجري.
- 3. بالإضافة إلى العديد من الاناشيد الوطنية مثل: اوبريت 100 عام سعيد بمناسبة المئوية السعودية مع الفنان عبادي الجوهر
- 4. والكثير من المباريات وتخريجات كلية الملك فهد الأمنية والافلام الوثائقية الوطنية.

## مواقع خارجية
- جريدة الوطن
- الجنادرية نسخة محفوظة 25 ديسمبر 2010 على موقع واي باك مشين.